# XXX (película)
xXx (pronunciado «Triple X») es una película de acción estadounidense de 2002, dirigida por Rob Cohen y protagonizada por Vin Diesel, Asia Argento, Marton Csokas y Samuel L. Jackson. Es la primera entrega de la franquicia xXx y la trama sigue a Xander Cage, un entusiasta de los deportes extremos en busca de emociones fuertes, especialista y atleta rebelde rompe-leyes convertido en un espía reacio de la Agencia de Seguridad Nacional (NSA) reclutado por Augustus Gibbons y es enviado a una peligrosa misión para infiltrarse en un grupo de posibles terroristas rusos en Europa Central.
Se estrenó el 9 de agosto de 2002 en distintas salas de Estados Unidos y Canadá. Cohen, Moritz y Diesel habían trabajado anteriormente en The Fast and the Furious (2001) como director, productor y miembro del reparto, respectivamente. Las escenas de acción de Diesel eran filmadas por el doble Harry O'Connor, quien murió en una escena de descenso. Desde un puente debía hacer la acrobacia, pero se soltó de la cuerda que lo sujetaba golpeándose contra el puente provocándole la muerte al instante. El director decidió dejar la escena en la película, obviamente cortando el momento del accidente.
La película recaudó $277.4 millones de dólares en todo el mundo y fue seguida por dos secuelas, xXx 2: Estado de emergencias y xXx: Reactivado, estrenadas en 2005 y 2017, respectivamente.

## Argumento
Un grupo de terroristas rusos conocidos como Anarquía 99, adquieren un arma bioquímica denominada "Noche Silenciosa", presuntamente desaparecida desde la caída de la Unión Soviética. Durante un concierto de Rammstein, el grupo descubre y mata fácilmente a un agente encubierto enviado por la Agencia de Seguridad Nacional (NSA) estadounidense para recuperarlo. El agente de la NSA, Augustus Gibbons (Samuel L. Jackson), sugiere enviar a alguien que no tenga vínculos con el gobierno de EE. UU., entre ellos, Xander "xXx" Cage (Vin Diesel), un rompe-leyes y especialista profesional de deportes extremos con propensión a la conducta rebelde, buscado por el FBI mediante actos de protesta contra un senador por la prohibición de los videojuegos y la música rap. El equipo de Gibbons detiene a Cage, quien pasa dos pruebas de campo: frustrar un robo en un restaurante y escapar de la plantación de un cártel colombiano durante una redada del ejército. Cage acepta el trabajo a regañadientes, después de que Gibbons le dice que su única otra opción es la prisión donde cumplirá una condena.
Cage se reúne con el equipo de apoyo de la NSA en Praga, República Checa, que incluye al agente checo Milan Sova (Richy Müller), a quien se le encargó supervisar y si es necesario, deportar a Cage. Mientras explora una fiesta en el bar de la Anarquía 99, Cage identifica a Sova como un oficial de policía del líder de Anarquía 99, Yorgi (Marton Csokas), lo que le gana el favor del grupo, que se ve reforzado cuando Kolya (Petr Jákl), el hermano de Yorgi, revela que es fanático de Cage. Cage le pregunta a Yorgi sobre la compra de autos deportivos de alta gama, y Yelena (Asia Argento), la novia y teniente de Yorgi, le da a Cage un número de cuenta después de discutir sobre el precio.
Gibbons llama a Cage sobre los cambios en el plan, pero queda impresionado cuando Cage les da la información proporcionada por Kolya, deslumbrado por las estrellas. Impresionado por su trabajo, Gibbons envía al agente Toby Lee Shavers (Michael Roof), un especialista en tecnología de la NSA quien le proporciona a Cage un revólver especial, binoculares que pueden ver a través de las paredes y explosivos disfrazados de vendajes. Mientras Cage asiste al trato del automóvil que hizo con Yorgi, Sova intenta interceder. Usando el truco del revólver y los efectos especiales, Cage finge matar a Sova. Habiéndose ganado la confianza de Yorgi, Cage se une a Anarquía 99.
Yorgi lleva a Cage de regreso a un castillo después de una fiesta de baile en uno de sus clubes nocturnos que sirve como sede de Anarquía 99. Cage, mientras busca el arma bioquímica, descubre a Yelena investigando la caja fuerte secreta de Yorgi. Él la lleva a un restaurante cercano para discutir el asunto y revela su verdadera identidad. Sova traiciona a Cage con Yorgi por teléfono y Yorgi, enfurecido, envía a su francotirador de confianza Kirill para matar a Cage. Mientras observa a la pareja, Kirill, quien está enamorado de Yelena, le advierte sobre esto. Mientras Cage y Yelena organizan una pelea, la NSA aparece de repente para capturar a Cage, y Yelena es llevada de regreso a Anarquía 99.
Cage se encuentra con Gibbons, quien exige que Cage regrese a Estados Unidos ahora que su tapadera está descubierta y las fuerzas especiales planean asediar el castillo, pero Cage se niega, temiendo por la vida de Yelena y amargado porque Sova deliberadamente descubrió su tapadera. Cage se cuela en el castillo de Yorgi y lo sigue hasta un laboratorio subterráneo secreto. Cage escucha el plan de Yorgi de lanzar "Noche Silenciosa" desde un dron acuático llamado Ahab. Cage huye del área después de matar a Kolya y en su escondite, encuentra a Sova esperándolo, ahora como empleado y aliado de Yorgi. Antes de que Sova pueda matar a Cage, Yelena lo salva y se revela como una agente encubierta del Servicio Federal de Seguridad de la Federación Rusa que fue abandonada por sus manejadores. Cage transmite los planes de Yorgi a la NSA a cambio del asilo de Yelena. En contra de las órdenes de Gibbons, Cage le da su Pontiac GTO 1967 a Shavers y le dice que lo cargue con armamento. Enjaula a los paracaidistas desde un avión en una tabla de snowboard en una región nevada cerca de la torre de comunicaciones de Anarquía 99, provocando una avalancha que destruye la torre, pero es capturado por Yorgi, quien ya conoce la identidad de Yelena. Mientras Yorgi se prepara para matarlos, las fuerzas especiales atacan, dando tiempo para que Cage y Yelena puedan liberarse de sus ataduras, pero Yorgi lanza el Ahab antes de que Cage lo asesine.
El ejército checo se prepara para destruir el Ahab con ataques aéreos, aunque esto liberará parte del agente bioquímico. Cage y Yelena toman el GTO, ahora muy modificado por Shavers, para correr a lo largo del río y alcanzar el Ahab. Cage arponea el dron, cruza hacia él y desactiva el arma momentos antes de que se dispare. Cage y Yelena se recuperan y Gibbons cumple sus promesas a Cage y Yelena. Tiempo más tarde, Cage y Yelena se relajan en Bora Bora cuando Gibbons contacta a Cage para ofrecerle otra misión. Cage lo ignora, pero Gibbons le informa en modo de burla que tras lo realizado, ha pasado "la prueba", la "prueba de Gibbons".

## Reparto
- Vin Diesel es Xander Cage / xXx,  un entusiasta de los deportes extremos, especialista y activista antisistema estadounidense que busca emociones fuertes. Idolatrado en algunas subculturas, xXx también es perseguido por las autoridades y se le ofrece un trato para convertirse en espía de la Agencia de Seguridad Nacional a cambio de indulgencia, la agencia requiere un agente que pueda hacer el trabajo actual sin la formación profesional militar que los antecedentes de Anarquía 99 les permitirán reconocer.
- Asia Argento es Yelena, la aparente novia de Yorgi. Originalmente era una agente del Servicio Federal de Seguridad de la Federación Rusa, enviada para vigilar a Yorgi, pero desde entonces ha sido abandonada por sus superiores. Yelena se involucra románticamente con el xXx y ella intenta obtener su asilo político en los Estados Unidos por su ayuda para derribar a Yorgi.
- Marton Csokas es Yorgi, un ex-soldado del Ejército de la Unión Soviética, ahora convertido en un rico hedonista que posee una serie de ubicaciones en Europa del Este, incluido un castillo y clubes nocturnos. Yorgi también es el líder de Anarquía 99, un grupo de militantes anarquistas que desprecian todas las formas de gobierno y autoridad e incluso la sociedad en general. Su objetivo final es la completa anarquía en todo el mundo.
- Samuel L. Jackson es Augustus Gibbons, un funcionario de alto rango en la Agencia de Seguridad Nacional que tiene el poder de perdonar al xXx por sus crímenes. Utiliza este hecho como palanca para reclutar al xXx para una misión, ya que sabe que el xXx es la única persona con posibilidades de éxito: infiltrarse en Anarquía 99, reconociendo los beneficios de la actitud rebelde y los métodos poco ortodoxos del xXx.
- Jan Pavel Filipenský es Viktor, un miembro de Anarquía 99 y amigo cercano de Yorgi. Suele estar acompañado con Yorgi a donde quiera que vaya.
- Michael Roof es Agente Toby Lee Shavers, un especialista en tecnología y dispositivos de la Agencia de Seguridad Nacional.
- William Hope es Agente Roger Donnan, el asociado y administrador de la Agencia de Seguridad Nacional.
- Richy Müller es Milan Sova, policía y agente doble que se vuelve aliado de Yorgi, pero es asesinado por Yelena antes de dar por muerto a Cage.
- Danny Trejo es El Jefe, un torturador de un cártel de la droga colombiano.
- Petr Jákl es Kolya, el hermano menor de Yorgi.
- Tom Everett es Dick Hotchkiss, un conservador senador del estado de California cuyo auto es robado y destrozado por el xXx antes de su reclutamiento, en un acto de destrucción a la propiedad como protesta contra algunas de las políticas de Hotchkiss.
- Eve es JJ, amiga de Cage.
- Thomas Ian Griffith es Agente Jim McGrath.
- Leila Arcieri es Jordan King.
- Rammstein como Ellos mismos.

## Cameos
Para dar a entender la credibilidad de Xander Cage dentro de las subculturas de deportes extremos, varias personalidades hacen cameos:
- Tony Hawk hace un cameo en la escena del Corvette desde la parte inferior del puente conduciendo el Cadillac de escape (cerca del comienzo de la película) y patinando sobre un medio tubo en la casa de Xander más tarde.
- Mike Vallely también hace un cameo como camarógrafo y extra. El piloto de motocross profesional Carey Hart se ve en el asiento trasero del Cadillac conducido por Tony Hawk.
- El ciclista Mat Hoffman intercambia frases con Xander durante la escena de la fiesta.
- También durante la escena de la fiesta, Josh Todd (el cantante principal de Buckcherry) hace un cameo aunque nunca se da la vuelta, pero su tatuaje del rey de corazones suicida se puede ver en su espalda.

## Lanzamientos
| País                                                                          | Fecha de estreno                   |
| ----------------------------------------------------------------------------- | ---------------------------------- |
| Alemania                                                                      | Jueves 17 de octubre de 2002       |
| Argentina                                                                     | Jueves 7 de noviembre de 2002      |
| Australia                                                                     | Jueves 12 de septiembre de 2002    |
| Austria                                                                       | Viernes 18 de octubre de 2002      |
| Baréin                                                                        | Miércoles 4 de septiembre de 2002  |
| Bélgica                                                                       | Miércoles 30 de octubre de 2002    |
| Belice · Costa Rica · El Salvador · Guatemala · Honduras · Nicaragua · Panamá | Viernes 27 de septiembre de 2002   |
| Bolivia                                                                       | Jueves 26 de septiembre de 2002    |
| Brasil                                                                        | Viernes 6 de septiembre de 2002    |
| Bulgaria                                                                      | Viernes 18 de octubre de 2002      |
| Chile                                                                         | Jueves 24 de octubre de 2002       |
| Colombia                                                                      | Viernes 20 de septiembre de 2002   |
| Corea del Sur                                                                 | Viernes 4 de octubre de 2002       |
| Croacia                                                                       | Jueves 31 de octubre de 2002       |
| Dinamarca                                                                     | Viernes 4 de octubre de 2002       |
| Ecuador                                                                       | Viernes 18 de octubre de 2002      |
| Egipto                                                                        | Miércoles 11 de septiembre de 2002 |
| EAU                                                                           | Miércoles 4 de septiembre de 2002  |
| Eslovenia                                                                     | Jueves 3 de octubre de 2002        |
| España                                                                        | Viernes 18 de octubre de 2002      |
| Estados Unidos · Canadá                                                       | Viernes 2 de agosto de 2002        |
| Estonia                                                                       | Viernes 30 de agosto de 2002       |
| Filipinas                                                                     | Miércoles 21 de agosto de 2002     |
| Finlandia                                                                     | Viernes 18 de octubre de 2002      |
| Francia                                                                       | Miércoles 9 de octubre de 2002     |

| País                         | Fecha de estreno                   |
| ---------------------------- | ---------------------------------- |
| Grecia                       | Viernes 13 de septiembre de 2002   |
| Hong Kong                    | Jueves 22 de agosto de 2002        |
| Hungría                      | Jueves 10 de octubre de 2002       |
| India                        | Viernes 18 de octubre de 2002      |
| Indonesia                    | Miércoles 4 de septiembre de 2002  |
| Islandia                     | Viernes 13 de septiembre de 2002   |
| Israel                       | Jueves 12 de septiembre de 2002    |
| Italia                       | Jueves 31 de octubre de 2002       |
| Jamaica                      | Miércoles 11 de septiembre de 2002 |
| Japón                        | Sábado 26 de octubre de 2002       |
| Jordania                     | Miércoles 4 de septiembre de 2002  |
| Kuwait                       | Miércoles 4 de septiembre de 2002  |
| Letonia                      | Viernes 20 de septiembre de 2002   |
| Líbano                       | Jueves 5 de septiembre de 2002     |
| Lituania                     | Viernes 18 de octubre de 2002      |
| Malasia                      | Jueves 22 de agosto de 2002        |
| México                       | Viernes 4 de octubre de 2002       |
| Noruega                      | Viernes 11 de octubre de 2002      |
| Nueva Zelanda                | Jueves 26 de septiembre de 2002    |
| Omán                         | Miércoles 4 de septiembre de 2002  |
| Países Bajos                 | Jueves 24 de octubre de 2002       |
| Perú                         | Jueves 3 de octubre de 2002        |
| Polonia                      | Viernes 11 de octubre de 2002      |
| Portugal                     | Viernes 18 de octubre de 2002      |
| Catar                        | Miércoles 4 de septiembre de 2002  |
| Reino Unido Irlanda          | Viernes 18 de octubre de 2002      |
| República Checa · Eslovaquia | Jueves 10 de octubre de 2002       |
| República Dominicana         | Jueves 26 de septiembre de 2002    |
| Rumania                      | Viernes 1 de noviembre de 2002     |
| Rusia                        | Miércoles 18 de septiembre de 2002 |
| Singapur                     | Jueves 22 de agosto de 2002        |
| Sudáfrica                    | Viernes 13 de septiembre de 2002   |
| Suecia                       | Viernes 25 de octubre de 2002      |
| Suiza                        | Miércoles 9 de octubre de 2002     |
| Tailandia                    | Viernes 27 de septiembre de 2002   |
| Taiwán                       | Sábado 31 de agosto de 2002        |
| Turquía                      | Viernes 13 de septiembre de 2002   |
| Uruguay                      | Viernes 18 de octubre de 2002      |
| Venezuela                    | Miércoles 2 de octubre de 2002     |

## Producción
En julio de 2001, se anunció que Vin Diesel recibiría cerca de $10 millones para protagonizar la película, con una fecha de estreno inicial para el 26 de julio de 2002. En agosto de 2001, Sony colocó una gran cartelera de xXx en Hollywood, antes de que se escribiera un guion. También se lanzó un avance teaser el 3 de mayo de 2002, luego se adjuntó a Spider-Man y se mostró en la web.
El rodaje tuvo lugar en tres lugares. La mayor parte de la película está ambientada en Praga, República Checa. El salto del Corvette se filmó en el puente Foresthill en el área recreativa estatal de Auburn, California. Las escenas finales se desarrollaron en Bora Bora, Tahití y otras áreas en el sur de Virginia Occidental.
Para la película se utilizaron varios Sukhoi Su-22 checos. Fue una de las últimas "acciones" de estos aviones: la Fuerza Aérea Checa desmanteló Sukhois en 2002.
Vin Diesel hizo muchas de sus propias acrobacias, el director Rob Cohen dijo: "Creo que Vin hizo más de lo que debería haber hecho, pero menos de lo que quería". Diesel se cayó durante la escena de la avalancha, aterrizó de cabeza y no se movió, y Cohen estaba preocupado de que la estrella de la película pudiera haberse roto el cuello. El salto basado en el puente Corvette fue realizado por Tim Rigby con una máscara de Vin Diesel. El salto de la motocicleta fue realizado por el piloto profesional de motocross y doble de riesgo Jeremy Stenberg, y la cara de Diesel se agregó más tarde digitalmente.
Harry O'Connor, el doble de acción de Diesel, murió el 4 de abril de 2002 cuando chocó contra un pilar del puente Palacký en Praga, durante una de las escenas de acción. El accidente ocurrió mientras filmaba la segunda toma del truco; el primer intento de O'Connor se completó sin incidentes y se puede ver en la película completa, que le fue dedicada.
Los primeros minutos de la película tienen lugar en un concierto de la banda alemana Neue Deutsche Härte Rammstein en Praga, interpretando la canción "Feuer frei!". El mismo clip está disponible, pero desde la perspectiva de la banda (con solo breves escenas de la película) en su compilación de videos Lichtspielhaus.

## Banda sonora
La banda sonora de la película fue compuesta por Randy Edelman, un colaborador frecuente de Cohen. La película también contó con una banda sonora de música rock contemporánea. Rammstein proporcionó parte de la música e incluso apareció en la película en la escena inicial. Durante la escena del club en Praga, se puede ver a Orbital tocando su tema exclusivo "Technologicque Park" en vivo ante la multitud que baila. El álbum de la banda sonora también incluye Queens of the Stone Age, Drowning Pool, Hatebreed, Nelly, Lil Wayne, N.E.R.D, Fermín IV y Moby. Fue lanzado el 6 de agosto de 2002 a través de Universal Records. Alcanzó el puesto #9 en Billboard 200, #16 en Top R&B/Hip-Hop Albums y #1 en Top Soundtracks. El "Tweaker remix" de la canción "Adrenaline" de Gavin Rossdale (el cantante principal de Bush) apareció en la película, mientras que la versión original está incluida en la banda sonora. Ninguna de las partituras de Edelman se incluyó en el álbum, con un disco separado de su trabajo lanzado por Varèse Sarabande.

## Galardones
En 2003 la película fue nominada para los siguientes premios:
- Premio Saturn, nominado por los efectos especiales.
- Premio BMI Film Music, premio a la mejor banda sonora, obra de Randy Edelman.
- Premio DVD Premiere, nominado por la producción de Todd Grossman, J.M. Kenny y Michael Meadows.
- Premio MTV Movie, nominado por el mejor actor, Vin Diesel.
- Premio Golden Reel, nominado por los efectos sonoros.
- Premio Taurus: por las escenas de riesgo y los dobles
- Premio al mejor extra: Harry O'Connor.
- Premio al mejor especialista: Tim Rigby.
- Premio al mejor coordinador de extras: Lance Gilbert.
- Nominada al mejor extra: Tim Rigby.
- Nominada al mejor especialista: Harry O'Connor.
- Nominado por el mejor trabajo con vehículos: Larry Linkogle

## Recepción

### Taquilla
La película se estrenó en 3.374 salas y recaudó $44.506.103 en su primer fin de semana. Recaudó un total de $ 142 millones y otros $ 135 millones a nivel internacional para un total mundial de $ 277,4 millones en todo el mundo.

### Crítica
En Rotten Tomatoes, la película tiene una calificación de aprobación del 48% según las reseñas de 180 críticos, con una calificación promedio de 5.59/10. El consenso del sitio dice: "Tiene una entrañable falta de seriedad, y Vin Diesel tiene más que suficiente músculo para el papel protagónico, pero en última instancia, xXx es una oportunidad perdida de dar nueva vida al género de suspenso y espías". En Metacritic, la película tiene una puntuación de 48 sobre 100, según las reseñas de 33 críticos, lo que indica "críticas mixtas o promedio". El público encuestado por CinemaScore le dio a la película una calificación A– en una escala de A a F.
Roger Ebert del Chicago Sun-Times le otorgó 3 estrellas y media de 4 y escribió: "A su manera punk, xXx es tan buena como una buena película de Bond, y eso es decir algo". Peter Travers de Rolling Stone escribió: "Es difícil odiar una película, incluso una tan grosera, que sabe cómo reírse de sí misma". Adam Smith de la revista Empire calificó la película como "esporádicamente entretenida, pero gravemente obstaculizada por un guion muy entrecortado" y la calificó con tres de cinco estrellas.
Esta película fue nominada a un premio Razzie a la película dirigida a adolescentes más flatulenta, pero perdió ante Jackass: The Movie.